# 川内川花火大会
川内川花火大会（せんだいがわはなびたいかい）は鹿児島県薩摩川内市の川内川河川敷で毎年8月16日に開催される、川内商工会議所が主催する花火大会である。

## 概要
九州三大河川の一つである川内川の河川敷で行われ、音楽と花火の共演が特徴である。また、川を横断する1ｋｍの巨大ナイアガラとフィナーレの3000連発を目玉としている。1959年に始まった本大会は2025年で67回を数える。
花火打ち上げの様子はFMさつませんだいで実況生中継され、2018年から鹿児島シティエフエムでネットされている。山元酒造の一社提供で、番組内で同酒造の酒類がプレゼントされている。
開催日当日は会場が多くの見物客で大混雑するため、会場最寄り駅の川内駅や上川内駅を通るJR鹿児島本線や肥薩おれんじ鉄道線では臨時列車を運行したり、定期列車を臨時増結して対応している。

## 交通
- 鉄道 - JR・肥薩おれんじ鉄道川内駅より徒歩15分。
- バス - 鹿児島交通・南国交通バス／「向田」または「大小路」停留所より徒歩5分。